# Basra Sports City
Das Basra Sports City Stadium (arabisch مدينة البصرة الرياضية) ist ein Fußballstadion mit Leichtathletikanlage in der irakischen Stadt Basra, im gleichnamigen Gouvernement, im Süden des Landes. Es gehört zum Sportkomplex Basra Sports City.

## Geschichte
Der Bau wurde am 15. Juli 2009 gestartet und eröffnete am 12. Oktober 2013. Die Anlage bietet 65.227 Plätzen, 20 Suiten und 230 V.I.P.-Sitze. Es ist die Heimspielstätte der beiden Fußballclubs Naft Al-Janoob SC und Al-Mina'a SC, zwei Vereinen aus Basra, sowie der irakischen Fußballnationalmannschaft. Diese spielte ihr erstes internationales Spiel im Basra Sports City Stadium am 1. Juni 2017, als man Jordanien mit 1:0 schlug. Im Oktober 2018 fand im Stadion das Finale des AFC Cups 2018 zwischen dem irakischen Verein al-Quwa al-Dschawiya und dem Altyn Asyr FK aus Turkmenistan statt, das die Iraker mit 2:0 gewannen.

## Länderspiele
Das Stadion beheimatete bisher zehn Länderspiele der irakischen Fußballnationalmannschaft der Männer.
- 01. Juni 2017:  Irak –  Jordanien 1:0 (Freundschaftsspiel)
- 05. Okt. 2017:  Irak –  Jordanien 2:1 (Freundschaftsspiel)
- 18. Feb. 2018:  Irak –  Saudi-Arabien 4:1 (Freundschaftsspiel)
- 21. Mär. 2018:  Irak –  Katar 2:3 (Freundschaftsspiel)
- 27. Mär. 2018:  Irak –  Syrien 1:1 (Freundschaftsspiel)
- 08. Mai 2018:  Irak –  Palästina 0:0 (Freundschaftsspiel)
- 20. Mär. 2019:  Irak –  Syrien 1:0 (Freundschaftsspiel)
- 26. Mär. 2019:  Irak –  Jordanien 3:2 (Freundschaftsspiel)
- 10. Okt. 2019:  Irak –  Hongkong 2:0 (WM-Qualifikation)
- 27. Jan. 2021:  Irak –  Kuwait 2:1 (Freundschaftsspiel)

## Galerie

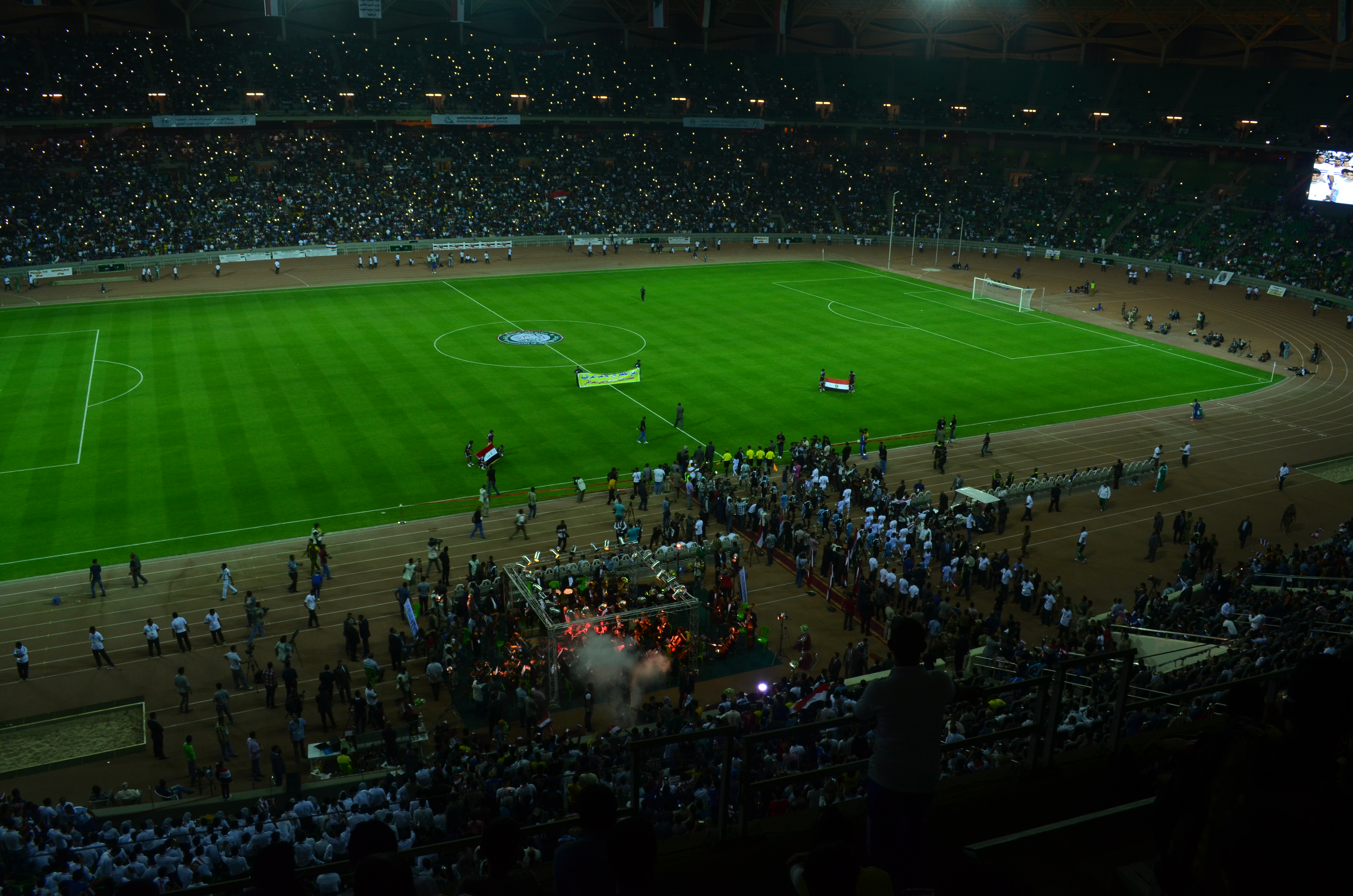
Stadioneröffnung im Oktober 2013